# Олдерсон (Західна Вірджинія)
Олдерсон (англ. Alderson) — місто (англ. town) в США, в округах Ґрінбраєр і Монро штату Західна Вірджинія. Населення — 975 осіб (2020).

## Географія
Олдерсон розташований за координатами 37°43′40″ пн. ш. 80°38′38″ зх. д. / 37.72778° пн. ш. 80.64389° зх. д. (37.727640, -80.643774).  За даними Бюро перепису населення США в 2010 році місто мало площу 2,46 км², з яких 2,30 км² — суходіл та 0,16 км² — водойми.

### Клімат
| Клімат : Олдерсон     | Клімат : Олдерсон | Клімат : Олдерсон | Клімат : Олдерсон | Клімат : Олдерсон | Клімат : Олдерсон | Клімат : Олдерсон | Клімат : Олдерсон | Клімат : Олдерсон | Клімат : Олдерсон | Клімат : Олдерсон | Клімат : Олдерсон | Клімат : Олдерсон | Клімат : Олдерсон |
| Показник              | Січ.              | Лют.              | Бер.              | Квіт.             | Трав.             | Черв.             | Лип.              | Серп.             | Вер.              | Жовт.             | Лист.             | Груд.             | Рік               |
| Середній максимум, °C | 7,4               | 8,7               | 13,7              | 20,9              | 25,0              | 28,6              | 30,2              | 29,6              | 26,3              | 21,6              | 14,4              | 7,4               | 19,5              |
| Середній мінімум, °C  | −4,6              | −4,3              | −0,9              | 4,0               | 8,7               | 13,7              | 15,9              | 15,7              | 11,6              | 5,5               | −0,9              | −4,4              | 5,0               |
| Норма опадів, мм      | 76                | 71                | 89                | 81                | 97                | 86                | 99                | 79                | 79                | 64                | 66                | 76                | 963               |
| --------------------- | ----------------- | ----------------- | ----------------- | ----------------- | ----------------- | ----------------- | ----------------- | ----------------- | ----------------- | ----------------- | ----------------- | ----------------- | ----------------- |
| Джерело: Weatherbase  |                   |                   |                   |                   |                   |                   |                   |                   |                   |                   |                   |                   |                   |

## Демографія
Згідно з переписом 2010 року, у місті мешкали 1184 особи в 518 домогосподарствах у складі 315 родин. Густота населення становила 481 особа/км².  Було 602 помешкання (245/км²).
Расовий склад населення:
| - 91,0 % — білих - 5,0 % — чорних або афроамериканців - 0,3 % — корінних американців - 0,3 % — азіатів |

До двох чи більше рас належало 3,5 %. Частка іспаномовних становила 2,9 % від усіх жителів.
За віковим діапазоном населення розподілялося таким чином: 20,4 % — особи молодші 18 років, 59,9 % — особи у віці 18—64 років, 19,7 % — особи у віці 65 років та старші. Медіана віку мешканця становила 42,8 року. На 100 осіб жіночої статі у місті припадало 95,7 чоловіків;  на 100 жінок у віці від 18 років та старших — 87,6 чоловіків також старших 18 років.
Середній дохід на одне домашнє господарство  становив 40 178 доларів США (медіана — 24 643), а середній дохід на одну сім'ю — 49 100 доларів (медіана — 41 328). Медіана доходів становила 26 818 доларів для чоловіків та 29 583 долари для жінок. За межею бідності перебувало 28,5 % осіб, у тому числі 39,6 % дітей у віці до 18 років та 18,8 % осіб у віці 65 років та старших.
Цивільне працевлаштоване населення становило 504 особи. Основні галузі зайнятості: освіта, охорона здоров'я та соціальна допомога — 27,6 %, мистецтво, розваги та відпочинок — 20,0 %, роздрібна торгівля — 19,2 %.